# Bruchophagus pseudobeijingensis
Bruchophagus pseudobeijingensis är en stekelart som beskrevs av Fan och Yin-Xia Liao 1991. Bruchophagus pseudobeijingensis ingår i släktet Bruchophagus och familjen kragglanssteklar. Inga underarter finns listade.